# Homalia targioniana
Homalia targioniana là một loài rêu trong họ Neckeraceae. Loài này được (Mitt.) A. Jaeger mô tả khoa học đầu tiên năm 1877.